# 9866 Kanaimitsuo
A 9866 Kanaimitsuo (ideiglenes jelöléssel 1991 TV4) a Naprendszer kisbolygóövében található aszteroida. S. Otomo fedezte fel 1991. október 15-én.